# ジャンヌ・ド・バル
ジャンヌ・ド・バル（フランス語：Jeanne de Bar, 1295年ごろ - 1361年8月31日）は、フランス出身の貴族の女性で、7代サリー伯ジョン・ド・ワーレンと結婚したが、その結婚生活は不幸なものであった。また、1345年から1353年までバル伯領の摂政をつとめた。

## 生涯

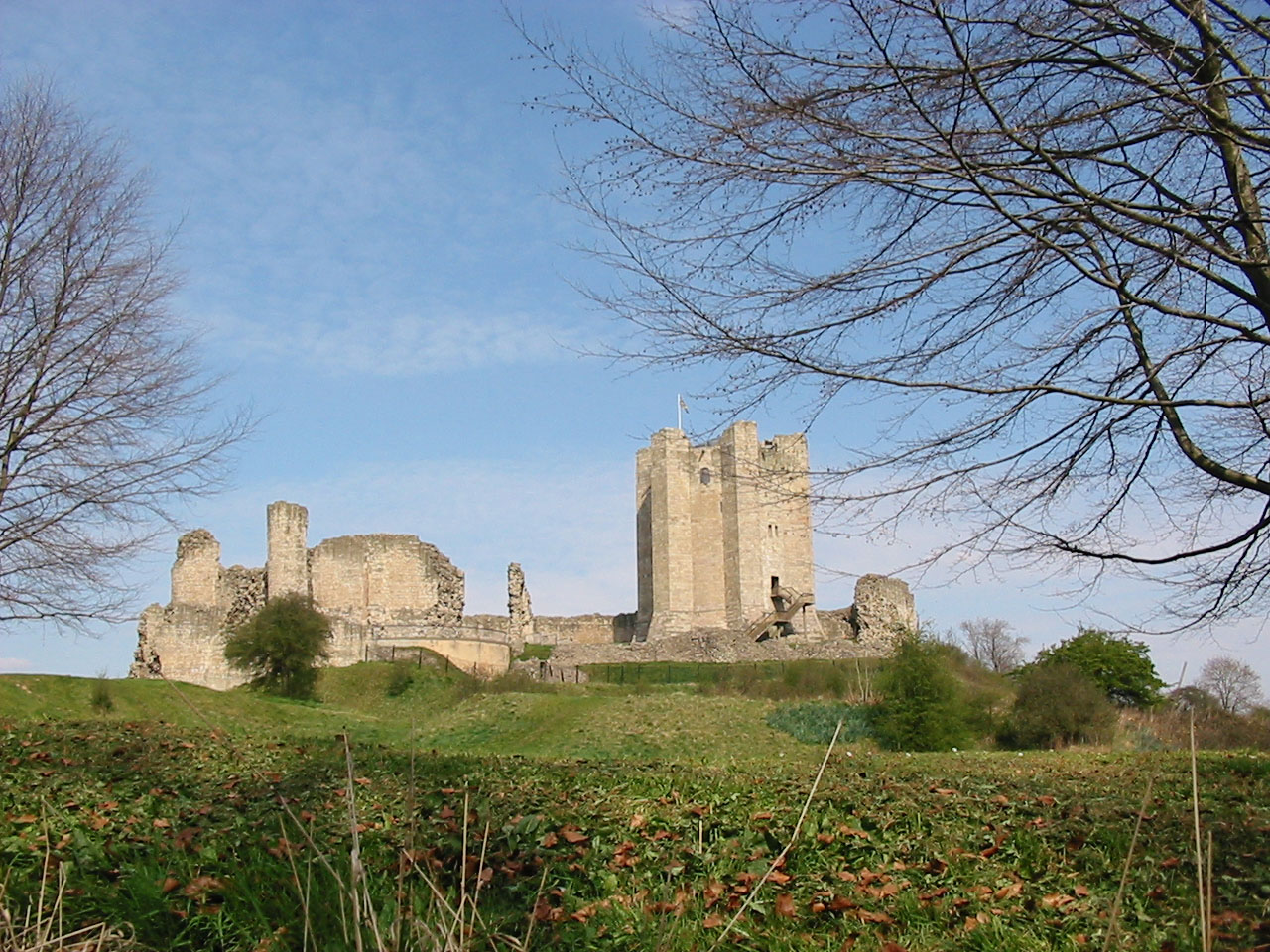
ジャンヌは夫から見捨てられコニスボロー城に住んでいた。

ジャンヌはバル伯アンリ3世とエリナー・オブ・イングランドの娘で、イングランド王エドワード2世の姪にあたる。
1306年5月25日、ジャンヌはイングランドの有力貴族であった7代サリー伯ジョン・ド・ワーレンと結婚したが、夫ジョンは「罪を償う資質がほとんどない厄介で残忍な男」であった。ジャンヌはワーレン家の領地であったコニスボロー城およびサンダル城に住み、ジャンヌを嫌う夫に見捨てられ、夫は1313年よりジャンヌと離婚しようとしていた。イングランドにおいてジャンヌは叔父エドワード2世の妃でほぼ同い年であったイザベラ・オブ・フランスと親しく、宮廷でともに過ごしていた。また、ジャンヌはおそらく母方の従姉妹エリザベス・ド・クレアとも親しく、エリザベスは遺言でジャンヌに洗礼者ヨハネの像を遺した。
4年間の不幸な結婚生活の後、夫サリー伯ジョンは1313年に自身とジャンヌは三親等および四親等の関係にあり、ジャンヌとの結婚の前に長年の愛人でありジョンとの間に子供が生まれていたモード・オブ・ネルフォードと「婚前契約」を結んでいたため、ジャンヌとの結婚は無効であると主張した。しかしこのジョンの主張にもかかわらず、離婚は認められなかった。
1345年、ジャンヌはフランス王フィリップ6世に招かれ、大甥バル伯ロベール1世の摂政となった。
1353年、ジャンヌはイングランドに戻った。フランス王ジャン2世が捕えられロンドンで監禁されていたとき、ジャンヌはジャン2世のもとを訪れることを許され、ジャン2世の愛妾となったという。
ジャンヌは1361年にロンドンで死去した。